# Fons Rademakers
Alphonse Marie Rademakers dit Fons Rademakers, né le 5 septembre 1920 à Roosendaal et mort le 22 février 2007 à Genève, est un cinéaste néerlandais.

## Biographie
Fons Rademakers est le fils d'un secrétaire de mairie. Il a d'abord été comédien et metteur en scène. En 1955, il a obtenu une bourse du gouvernement pour participer au tournage d'un film à l'étranger (la Nederlandse Film en Televisie Academie n'existait pas encore). Fons Rademakers a ainsi pu être assistant-réalisateur auprès de Charles Crichton (Flammes dans le ciel), de Vittorio De Sica à Rome (Le Toit), et de Jean Renoir à Paris (sur Elena et les Hommes). Rademakers a réalisé son premier film, Le Village au bord de la rivière en 1958, pour lequel il a obtenu une nomination aux Oscars en 1959. Il fut le premier réalisateur néerlandais à obtenir cette nomination. Il a, par la suite, adapté plusieurs chefs-d'œuvre de la littérature néerlandaise comme, en 1963, Inconnu aux services secrets adapté de De donkere kamer van Damokles de Willem Frederik Hermans.
En 1971, Rademakers a réalisé Mira d'après De teloorgang van de waterhoek de Stijn Streuvels, un film qui pouvait choquer la Flandre conservatrice et qui a révélé Willeke van Ammelrooy dans le rôle-titre. Quelques années plus tard, en 1976, il a tourné Max Havelaar aux Pays-Bas et en Indonésie, d'après Multatuli. Il a obtenu un Oscar du meilleur film en langue étrangère et un Golden Globe Award du meilleur film étranger en 1987 pour L'Assaut d'après Harry Mulisch. Il a reçu un Ours d'argent pour Ève la joueuse (nl) en 1960 et le Bert Haanstra Oeuvreprijs en 1988. Il a également été récompensé lors de festivals à Seattle et à Utrecht. Le Festival du cinéma nordique de Rouen l'a honoré d'une rétrospective en 2000.
Rademakers mélangeait la mentalité bourguignonne des Belges et des Français à la gravité des protestants néerlandais. Il mettait toujours son style au service du récit. En plus de ses propres films, il a également produit quelques films de Lili Veenman, qu'il a épousée en 1955 et avec qui il a eu deux fils, ainsi que d'un film d'Ate de Jong. Il a joué dans De Vijanden (Les Ennemis) (1968) et Vrijdag (Vendredi, jour de liberté) (1981) d'Hugo Claus ainsi que dans Mystères (nl) (1978) de Paul de Lussanet (nl).
À la fin de sa vie, Rademakers s'est établi à Rome puis à Thoiry. Il est décédé à 86 ans d'emphysème pulmonaire dans un hôpital genevois.

## Filmographie

### Comme réalisateur
- 1958 : Le Village au bord de la rivière (Dorp aan de rivier) (d'après Antoon Coolen)
- 1960 : Ève la joueuse (nl) (Makkers staakt uw wild geraas)
- 1961 : Le Couteau (Het mes)
- 1963 : Inconnu aux services secrets ou Comme deux gouttes d'eau (Als twee druppels water) (d'après De donkere kamer van Damokles de Willem Frederik Hermans)
- 1966 : La Danse du héron (De dans van de reiger)
- 1971 : Mira (d'après De teloorgang van de Waterhoek (Le Déclin du Waterhoek) de Stijn Streuvels)
- 1973 : Les chattes se mouillent (Because of the Cats)
- 1976 : Max Havelaar (d'après Multatuli)
- 1979 : Mon ami (Mijn vriend)
- 1986 : L'Assaut (De Aanslag) (d'après Harry Mulisch)
- 1989 : La Roseraie (The Rose Garden)

### Comme acteur
- 1971 : Les Lèvres rouges (Dorst naar bloed) de Harry Kümel, (travesti : rôle de la mère de Stephan)